# Yoshihide Suga
Yoshihide Suga (菅 義偉, Suga Yoshihide, Ogachi, 6 december 1948) is een Japans politicus en was tussen 16 september 2020 en 4 oktober 2021 de premier van Japan.
Voorafgaand aan zijn premierschap was Suga sinds december 2012 kabinetssecretaris, waarmee hij voor een recordduur die functie vervulde. Hij vertegenwoordigde het tweede district van Kanagawa in het Huis van Afgevaardigden en was minister van Binnenlandse Zaken en Communicatie onder premier Shinzō Abe tussen september 2006 en augustus 2007. In september 2020 werd Suga verkozen als de nieuwe premier van Japan na het opstappen van Abe. Hij is lid van de Liberaal-Democratische Partij (LDP).

## Vroege leven
Suga werd geboren als oudste zoon in een familie van aardbeientelers in Ogachi (nu Yuzawa), een landelijk gebied in de prefectuur Akita, en verhuisde na het afronden van de lokale middelbare school naar Tokio. Hij ging tegen het advies van zijn vader (die wilde dat hij naar de landbouwhogeschool zou gaan) naar de avondschool om een Bachelor in de rechten te behalen aan de Hosei-universiteit in 1973. Suga koos voor Hosei omdat dit de goedkoopste private universiteit was, en werkte in een kartonfabriek om de opleiding te betalen.

## Politieke carrière
In 1975 raakte hij politiek betrokken en werkte voor elf jaar als secretaris van het LDP-lagerhuislid Hikosaburo Okonogi. In 1983 werd Okonogi minister voor Handel en Industrie, en bleef Suga zijn secretaris. Suga nam ontslag in oktober 1986 om zijn eigen carrière in de politiek vorm te geven. Hij werd in april 1987 verkozen tot lid van de gemeenteraad van Yokohama en voerde van deur tot deur campagne. Hij was een pionier in het houden van campagnetoespraken voor drukke treinstations, wat nu gebruikelijk is onder Japanse politieke kandidaten. Na het overlijden van Okogoni, een invloedrijk politicus in Yokohama, kreeg hij steeds meer invloed in de stad, en de bijnaam 'schaduwburgemeester'. 
Suga werd verkozen namens de LDP tot het Lagerhuis in de algemene verkiezingen van 1996, namens het tweede district van Kanagawa. Hij behoorde tot de Heisei Kenkyūkai-factie binnen de Liberaal-Democratische Partij. In zijn derde jaar in het Lagerhuis steunde hij bij interne verkiezingen niet de zittende premier Keizo Obuchi maar de voormalige secretaris-generaal van de partij, Seiroku Kajiyama, een ongebruikelijke stap voor een jonge wetgever. Vervolgens werd hij lid van de Kōchikai-factie. Hij werd herkozen bij de algemene verkiezingen van 2000, 2003 en 2005. 

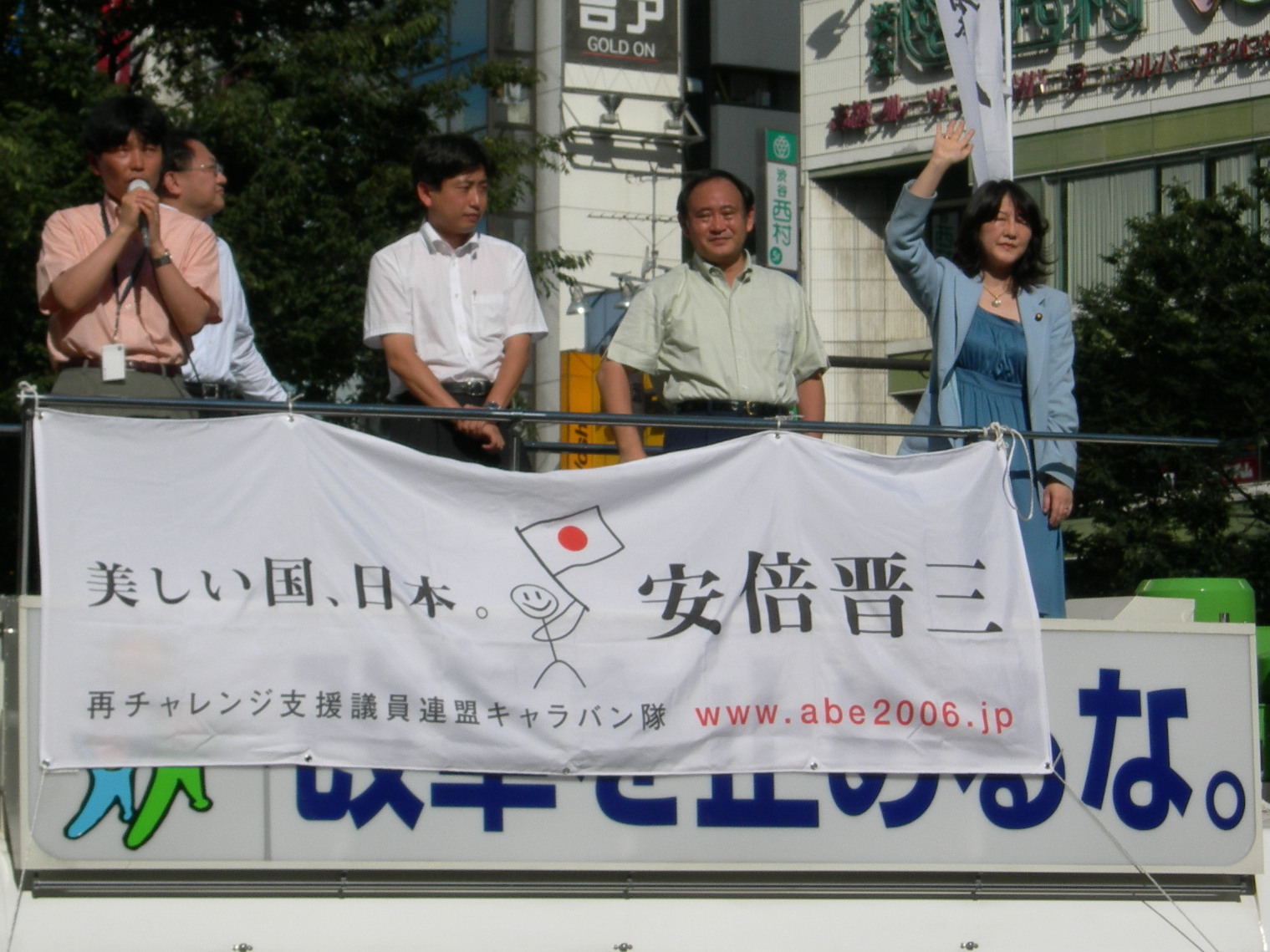
Met Ichita Yamamoto en Satsuki Katayama (2006)

Hij werd in november 2005 onder premier Junichiro Koizumi benoemd tot senior onderminister van Binnenlandse Zaken en Communicatie. Hij werd gepromoveerd tot minister van Binnenlandse Zaken en Communicatie en minister van Privatisering van de Postdiensten in het eerste kabinet van Shinzo Abe in september 2006, en voegde in december 2006 daar de portefeuille van staatssecretaris voor hervorming van de decentralisatie aan toe. Hij speelde een belangrijke rol bij de ontwikkeling van het Japanse "geboorteplaatsdonatiesysteem" (ふるさと納税, furusato nozei), dat belastingbetalers in staat stelde donaties aan lokale overheden van de belasting af te trekken. Suga werd vervangen toen Taro Aso Abe alweer verving na een tumultueus jaar in augustus 2007.
Zijn "straathoek" campagnestijl werd genoemd als reden voor het behouden van zijn zetel in de algemene verkiezingen van 2009, toen veel andere LDP-wetgevers hun zetel verloren in een verkiezingsnederlaag aan de Democratische Partij van Japan.
In oktober 2011 werd hij benoemd tot voorzitter van het LDP-partijbureau. In september 2012 werd hij benoemd tot uitvoerend plaatsvervangend secretaris-generaal van de LDP. 

### Kabinetssecretaris
Suga bleef eind jaren 2000 en begin jaren 2010 een politieke bondgenoot van Shinzo Abe en drong er bij Abe op aan zich kandidaat te stellen voor het LDP-voorzitterschap in 2012. In tegenstelling tot veel van Abe's andere bondgenoten, drong Suga er bij Abe op aan zich te concentreren op de economie in plaats van Abe's al lang bestaande ambitie om artikel 9 van de grondwet te herzien, dat Japan verbiedt om een leger te hebben.
Na de overwinning van Abe in de algemene verkiezingen van 2012, werd Suga in december 2012 benoemd tot kabinetssecretaris in het tweede Abe-kabinet. In september 2014 werd hieraan de portefeuille van Minister belast met het verlichten van de lasten van de bases in Okinawa aan toegevoegd. Suga en Taro Aso waren de enige leden van het kabinet van december 2012 die in november 2019 nog steeds in het kabinet zaten.
Als kabinetssecretaris diende Suga als assistent en adviseur van Abe, en had hij een actieve leidinggevende rol in de regering. Hij speelde een sleutelrol in de initiatieven van de regering om buitenlandse werknemers aan te trekken en de tarieven voor mobiele telefonie te verlagen. Hij was aangesloten bij de ultraconservatieve organisatie Nippon Kaigi die zich openlijk uitspreekt voor herziening van de grondwettelijke bepaling dat Japan geen leger mag hebben en vormde een team om de "achtergrond" van de Kono-verklaring van 1993 rond troostmeisjes opnieuw te onderzoeken. Hij was ook voorstander van agressieve maatregelen van de Bank van Japan om deflatie tegen te gaan. In 2015 kreeg hij kritiek omdat hij Japanse vrouwen publiekelijk aanmoedigde om "bij te dragen aan hun land" door meer kinderen te krijgen. Hij werd wederom herkozen in 2014 en 2017. 

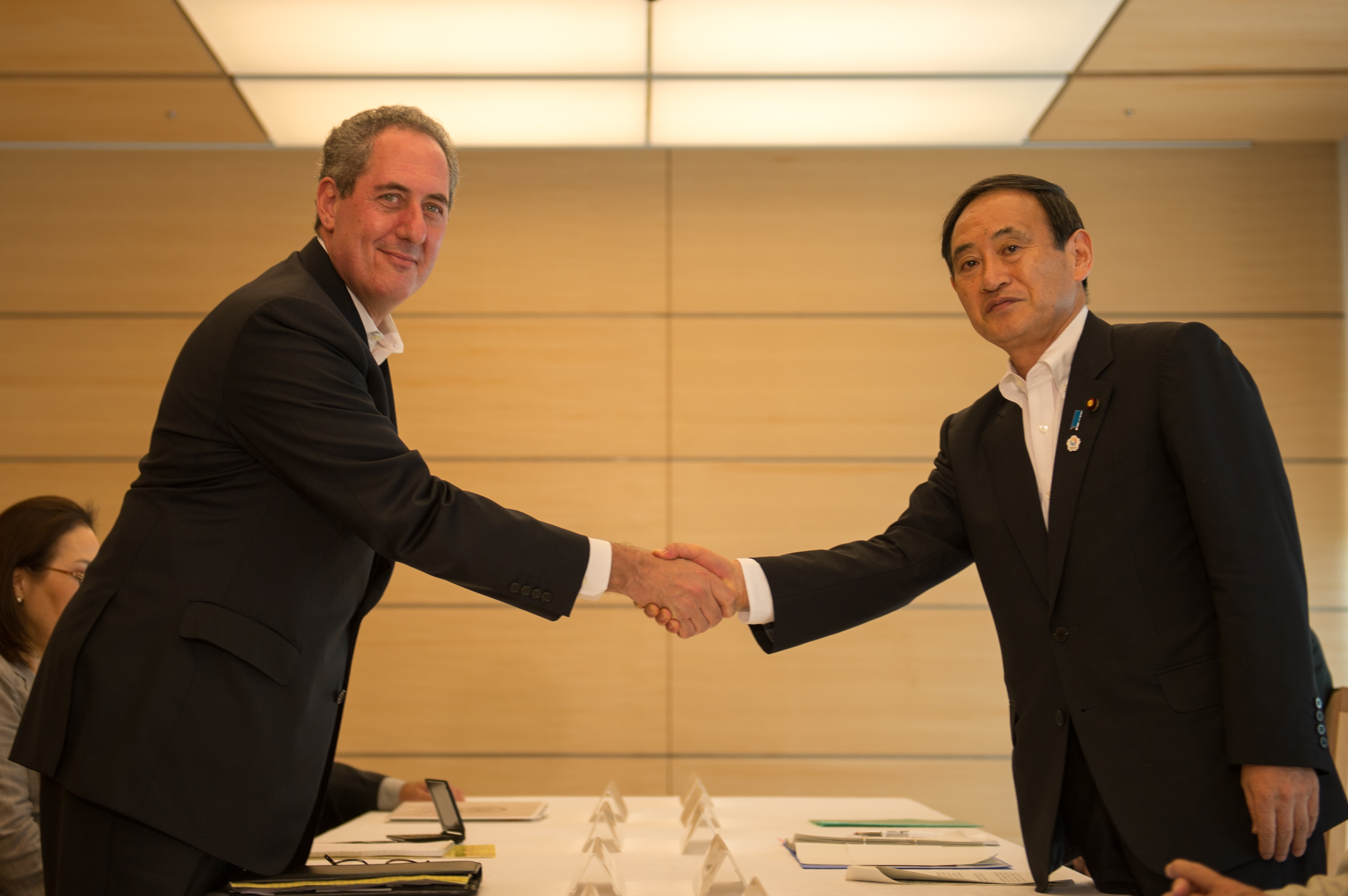
Suga (rechts) schudde de hand van de Amerikaanse handelsvertegenwoordiger Michael Froman in 2013

Suga maakte op 1 april 2019 de naam van het nieuwe keizerlijke tijdperk bekend, Reiwa. Hoewel hij eerder een onopvallend lid van de regering was geweest, bezorgde deze eer hem een onmiddellijke stijging in naamsbekendheid en zagen meer LDP-parlementsleden hem als een levensvatbare kandidaat voor partijleiderschap. Hij werd in mei 2019 naar Washington gestuurd voor een ontmoeting met de Amerikaanse vicepresident Mike Pence en andere hoge functionarissen, wat de speculatie verder aanwakkerde - terwijl hij zelf zijn interesse ontkende. Suga werd later dat jaar onder de loep genomen vanwege het aftreden van de ministers van het kabinet Katsuyuki Kawai en Isshu Sugawara, die allebei naaste medewerkers van Suga waren geweest en werden beschuldigd van schendingen van regelgeving rond campagnefinanciering. Suga bleef in deze periode ook politiek actief en coördineerde de steun voor de LDP-kandidaat bij de gouverneursverkiezingen van 2019 in de prefectuur Hokkaido, een rol die doorgaans is weggelegd voor topfunctionarissen van de LDP.  
Suga was een belangrijke plaatsvervanger van Abe tijdens de coronapandemie in 2020. Hij bekritiseerde de Japanse bureaucratie, met diepe verdeeldheid tussen ministeries, als oorzaak van een trage coördinatie om de verspreiding van het virus te stoppen.
Suga is verreweg de langstzittende kabinetssecretaris in de Japanse geschiedenis; Yasuo Fukuda, de tweede langstzittende kabinetssecretaris, heeft in totaal 1289 dagen gediend, minder dan half zo lang als Suga.

### Leiderschap van de partij
Na de aankondiging van het ontslag van Shinzo Abe in augustus 2020 kwam Suga naar boven als de belangrijkste kanshebber om hem te vervangen, met de steun van zowel Abe zelf, vice-premier Taro Aso, LDP-secretaris-generaal Toshihiro Nikai, en de twee grootste facties in de LDP. Suga's concurrenten waren onder meer de oude Abe-rivaal Shigeru Ishiba, LDP-beleidschef Fumio Kishida (die eerder de voorkeurskandidaat van Abe en Aso was geweest) en kabinetsministers Toshimitsu Motegi en Taro Kono. Op 16 september 2020 volgde hij Abe op als premier.
Tijdens zijn premierschap kreeg Suga veel kritiek te verduren vanwege het doorgang laten vinden van de Olympische Spelen in Tokyo tijdens de coronapandemie. Begin september 2021 kondigde hij aan om opzij te stappen als partijleider en premier en vervolgens koos zijn partij, enkele maanden voor de verkiezingen, om Fumio Kishida te benoemen als zijn opvolger.

## Privéleven
Suga is getrouwd en heeft drie zonen. Zijn vrouw, Mariko, was een zus van zijn collega op het kantoor van Hikosaburo Okonogi.
Suga heeft een dagelijkse fitnessroutine die elke ochtend 100 sit-ups en 40 minuten wandelen en elke avond 100 sit-ups omvat. Hij begon met deze routine nadat een arts hem had aangeraden om af te vallen, en viel 14 kg af in vier maanden.